# Fuchs (trupptransportfordon)
För andra betydelser, se Fuchs.
Fuchs är ett tyskt splitterskyddat trupptransportfordon som utvecklades av Daimler-Benz och tillverkas av Rheinmetall. Fuchs har köpts av Bundeswehr för armén och andra länder såsom Storbritannien och Norge.

## Historik
Utvecklingen av Fuchs inleddes 1961 och var en del av den planerade andra generationen av pansrade terrängfordon för Bundeswehr. Daimler-Benz fick uppdraget att bygga prototyper 1962. År 1964 avslutades uppdraget med sex prototyper med en vikt på mellan 7 och 10 ton. Genom den tyska bilindustriföreningen anslöt sig företagen Henschel, Büssing, Krupp och MAN. Daimler-Benz deltog i anbudsförfarandet som konkurrent 1966.
År 1968 presenterade de två företagsgrupperna sina prototyper. Ett år senare ändrade Bundeswehr sina krav och krävde ett bepansrad terräng- och amfibiefordon med CBRN-skydd, en minsta nyttolast på två ton och en total nyttolast på fyra ton. Daimler-Benz version vann kontraktet för vidareutveckling av transportfordonet och spaningsfordonet Luchs som skulle ersätta fordonen Hotchkiss och M41. Under 1973 låg fokus på den fortsatta utvecklingen av Fuchs. Tio Fuchs levererades till Bundesamt für Wehrtechnik und Beschaffung (BWB) för att testas. 
År 1993 hade 1031 fordon levererats till Bundeswehr och ersatte delvis Hotchkiss och M113.

## Export
I februari 2005 beställde Förenade Arabemiraten 32 CBRN-Fuchs 2.
I oktober 2007 uppgraderade USA:s armé 18 av sina 123 Fuchs till Fuchs 2 CBRN-konfigurationen.
År 2011 godkände den tyska regeringen leveransen av 54 Fuchs till Algeriet för 195 miljoner euro. Senare ingicks även ett kontrakt med Rheinmetall för att producera 980 Fuchs i en ny fabrik i Algeriet för 2,7 miljarder euro. Varje år ska 120 fordon tillverkas i fabriken för den algeriska militären.

## Varianter

### Fuchs 2
Fuchs 2 liknar sin föregångare. Den har dock en kraftfullare motor (315 kW), högre nyttolast på åtta ton och förbättringar i stridsutrymmet, ett digitalt ombordnätverk och ett moderniserat chassi.

## Användare
| Land                  | Fuchs 1 | Fuchs 2 | Totalt |
| --------------------- | ------- | ------- | ------ |
| Algeriet              |         | 1034    | 1034   |
| Förenade arabemiraten |         | 32      | 32     |
| Israel                | 8       |         | 8      |
| Nederländerna         | 23      |         | 23     |
| Norge                 | 6       |         | 6      |
| Saudiarabien          | 36      |         | 36     |
| Storbritannien        | 11      |         | 11     |
| Tyskland              | 825     |         | 825    |
| USA                   | 105     | 18      | 123    |
| Venezuela             | 10      |         | 10     |
| Totalt                | 1024    | 1084    | 2108   |